# USS Ted Stevens (DDG-128)
El USS Ted Stevens (DDG-128) será el 78.º destructor de la clase Arleigh Burke (Tramo III) de la Armada de los Estados Unidos. Su nombre honra al senador de Alaska Ted Stevens, senador con el mandato más largo de la historia al momento que dejó el puesto.

## Construcción
Fue ordenado el 27 de septiembre de 2018 al Bath Iron Works (de General Dynamics) de Bath, Maine. Fue iniciado con la puesta de quilla el 28 de junio de 2021.